# Joeropsis waltervadi
Joeropsis waltervadi är en kräftdjursart som beskrevs av Brian Frederick Kensley 1975. Joeropsis waltervadi ingår i släktet Joeropsis och familjen Joeropsididae.
Artens utbredningsområde är Madagaskar. Inga underarter finns listade i Catalogue of Life.